# Iskar
Pour l’article homonyme, voir Iskar (homonymie).
L'Iskar (en bulgare Искър, translittération internationale Ìskăr; en Latin Oescus) est une rivière longue de 368 km. C'est la plus longue rivière qui s'écoule uniquement en Bulgarie. C'est un affluent à la rive droite du Danube. 

## Géographie
L'Iskăr est formé par trois cours d'eau, le Černi Iskăr (Черни Искър — Iskăr noir), le Beli Iskăr (Бели Искър — Iskăr blanc) et le Levi Iskăr (Леви Искър — Iskăr gauche), qui sont connus sous le nom collectif d'Iskrove. On identifie communément sa source comme celle du Prav Iskăr (Прав Искър — Iskar droit), un affluent du Černi Iskăr. Après sa naissance sur les pentes au nord du massif rocheux de Rila, sa force hydraulique est utilisée dans le cadre du barrage de l'Iskăr, le plus grand barrage de Bulgarie. La rivière s'écoule près de Sofia et passe à travers une gorge montagneuse du Grand Balkan.Elle se jette dans le Danube pres du village de Gigen dans l'oblast de Pleven. L'Iskăr est la seule rivière qui prend sa source en Bulgarie méridionale et traverse le Grand Balkan pour se jeter dans le Danube.
L'Iskăr traverse différents oblasts de Bulgarie — la capitale Sofia, les oblasts de Sofia, Pernik, Vraca, Pleven et Loveč. 
Du point de vue géologique, l'Iskăr est la plus ancienne rivière des Balkans et aussi la seule à avoir préservé sa direction d'origine malgré les changements géologiques significatifs au cours de son histoire.

### Organisme gestionnaire
L'Iskar est géré par l'agence de l'eau du District du Danube, basée à Pleven, autorité compétente pour la gestion intégrée du bassin versant du Danube vis-à-vis de la commission Européenne. L'agence est une dépendance directe du ministère de l'Environnement et de l'Eau.